# Pedro Blanco Soto
Pedro Blanco Soto, né à Cochabamba le 19 octobre 1795 et mort à Sucre le 1er janvier 1829, est un homme d'État et militaire bolivien qui fut le cinquième président de Bolivie, occupant la présidence pour une très courte période, du 26 décembre 1828 au 1er janvier 1829.
Il fut élu par une assemblée totalement dévouée au Pérou et à sa volonté d'annexion de la Bolivie. Son assassinat fut le fait de militaires boliviens opposants à ce projet.

## Premières années de carrière
Il est né à Cochabamba le 19 octobre 1795. Fils de José Manuel Blanco et de Vicenta Soto, il a adopté la course aux armements. Comme tous les jeunes de son époque, à 17 ans, il s'est enrôlé dans l'armée royaliste espagnole participant à la campagne contre les patriotes argentins du Haut-Pérou. Il est promu lieutenant après la bataille de Vilcapujio et capitaine après celle de Viluma.

## Parcours militaire
Avoir participé aux batailles de Vilcapujio et Ayohuma avec un courage indiscutable, il est promu lieutenant et capitaine, successivement, puis rejoint l'armée patriotique combattant au Pérou, ce qui lui permit de participer aux batailles décisives de Junín et d'Ayacucho. Blessé lors de cette dernière action, il est promu au grade de colonel.
Déjà au cours de la période républicaine, son faible niveau d'instruction, son caractère et ses inclinations tordues l'amenèrent à commettre des erreurs. Le 1er mai 1828, le général péruvien Agustín Gamarra, à la tête de l'armée de 6 000 hommes, envahi la Bolivie, Blanco provoqua la défection du régiment de cavalerie stationné à Chichas, soustrayant les forces armées et favorisant ainsi l'envahisseur. Quelques jours plus tard, il commande une force militaire mixte de Boliviens et de Péruviens, entre à Sucre pour se rendre à Ñuccho, où le maréchal Sucre se remettait de la blessure subie quelques jours auparavant, et le forçait violemment à se lever de son lit et à déménager dans la capitale pour présider le Congrès national.
En vigueur dès le traité de Piquita, le 3 août 1828, Gamarra entra à Sucre en compagnie de Blanco, promu général de division par son protecteur péruvien, grâce à une reddition infâme imposée par l'envahisseur. Il bénéficie de tout le soutien de Gamarra qui, à sa sortie du territoire bolivien, le prie instamment de saisir le gouvernement comme il l'avait précédemment fait avec l'armée.

## Président de Bolivie
L'Assemblée nationale bolivienne se réunit le 16 décembre 1828 et désigne Blanco à la présidence. Les mesures prises avec précipitation contre trois chefs militaires influents provoquent une insurrection armée qui finit par prendre le palais du gouvernement et oblige Blanco à se cacher. Trouvé par ses ennemis, il est fait prisonnier et escorté par une patrouille militaire.
Son mandat a duré exactement six jours. Le 1er janvier 1829, il a été transféré au couvent de Recoleta, où ses ennemis ont simulé une réaction de ses partisans, une circonstance utilisée pour que le gardien qui l'accompagnait, exécutant les ordres plus élevés, l'assassine de plusieurs coups de fusil. 